# Amauris fernandina
Amauris fernandina är en fjärilsart som beskrevs av A.Schultze 1914. Amauris fernandina ingår i släktet Amauris och familjen praktfjärilar. Inga underarter finns listade i Catalogue of Life.